# Хэ Лифэн
Хэ Лифэн (род. 4 февраля 1955, Гуандун, Мэйчжоу) — китайский государственный и политический деятель, второй по рангу вице-премьер Государственного совета КНР с 12 марта 2023 года.
Член ЦК КПК 19 и 20-го созывов, член Политбюро ЦК КПК 20-го созыва.
Ранее председатель Государственного комитета по делам развития и реформ (с 2017), заместитель председателя Всекитайского комитета НПКСК 13-го созыва. Член КПК с июня 1981 года.
Доктор экономики (1998).

## Биография
По национальности ханец.
Получил экономическое образование в престижном Сямэньском университете, где учился в 1978—1984, специализировался в области финансов, получил степени бакалавра и магистра; в 1998 году получил там же докторскую степень по экономике. В годы Культурной революции направлялся в деревню, работал в коммуне; участник строительства гидроэлектростанции Шисянтань. В провинции Фуцзянь, с которой связана большая часть его карьеры, прошел путь до главы комитета партии города Сямэнь; в 1992—1995 вице-мэр последнего, в 1990—1992 глава одного из райкомов партии. В 1995—1998 мэр города Цюаньчжоу (и. о. до 1996), в 1998—2000 глава его горкома КПК. В 2000—2005 глава столичного провинциального Фучжоуского горкома КПК, в 2005—2009 гг. глава Сямэньского горкома партии. В 2009—2012 замглавы Тяньцзиньского горкома КПК. С января 2013 года пред. Тяньцзиньского комитета НПКСК.
В 2014—2017 замдиректора Государственного комитета по развитию и реформе (и замглавы парткома Комитета), с 2017 года глава комитета; также является ныне главою парткома последнего.
Хэ Лифэна называли вероятным преемником Лю Хэ после 20-го съезда КПК в октябре 2022 года.
12 марта 2023 года на 5-м пленарном заседании 1-й сессии Всекитайского собрания народных представителей 14-го созыва утверждён в должности второго по рангу вице-премьера Государственного совета КНР в кабинете премьера Ли Цяна.
Хэ считается соратником Си Цзиньпина, также длительно работавшего в провинции Фуцзянь. Хэ Лифэн был одним из немногих гостей, приглашенных на свадьбу Си Цзиньпина в 1987 году. Хэ часто сопровождал Си Цзиньпина в важных дипломатических миссиях, в частности входил в состав делегации, сопровождавшей в 2022 году Си Цзиньпина в его первом зарубежном турне после начала пандемии коронавируса.

## Награды
- Орден Пакистана 2 класса (2023)[10]